# Ajah Johnson
Ajah Johnson (ur. 11 czerwca 1988) – piłkarz z Turks i Caicos grający na pozycji pomocnika, reprezentant Turks i Caicos, grający w reprezentacji w 2008 roku.

## Kariera reprezentacyjna
Ajah Johnson rozegrał w reprezentacji jedno oficjalne spotkanie podczas eliminacji do MŚ 2010. W tym spotkaniu, jego ekipa u siebie podejmowała drużynę Saint Lucia. Turks i Caicos wygrało ten mecz 2−1. Johnson wszedł z ławki rezerwowych w 82. minucie, zmieniając strzelca drugiego gola, Gavina Glintona.

## Mecze w reprezentacji
| Lp. | Data          | Miejsce        | Sędzia główny     | Gospodarz      | vs | Gość        | Wynik | Uwagi          |
| --- | ------------- | -------------- | ----------------- | -------------- | -- | ----------- | ----- | -------------- |
| 1.  | 6 lutego 2008 | Providenciales | Alfredo Whittaker | Turks i Caicos | –  | Saint Lucia | 2:1   | el. do MŚ 2010 |